# Siem Reap International Airport
Siem Reap International Airport (franska: Aéroport International de Siem Reap) är en flygplats i Kambodja.   Den ligger i provinsen Siem Reap, i den centrala delen av landet, 240 km nordväst om huvudstaden Phnom Penh. Siem Reap International Airport ligger 18 meter över havet. Den ligger i sjön Trapeang Barai.
Terrängen runt Siem Reap International Airport är mycket platt. Runt Siem Reap International Airport är det mycket tätbefolkat, med 1 411 invånare per kvadratkilometer. Närmaste större samhälle är Siem Reap, 7,5 km sydost om Siem Reap International Airport. Omgivningarna runt Siem Reap International Airport är en mosaik av jordbruksmark och naturlig växtlighet.